# Фейгин, Леонид Вениаминович
Леони́д Вениами́нович Фе́йгин (имя, данное при рождении — Ла́зарь, 6 марта 1923 года, Бобруйск — 1 июля 2009 года, Лондон) — советский композитор, скрипач, дирижёр, аранжировщик.

## Биография
Родился в Бобруйске в семье врача. Племянник Веры Набоковой-Слоним, жены писателя Владимира Набокова. Музыкальные способности проявил уже раннем детстве. После переезда в Подмосковье (1929) учился игре на скрипке в музыкальной школе техникума при Московской консерватории (в Мерзляковском переулке). В 1938 перешёл в Центральную музыкальную школу (класс Л. И. Фиделевой-Коссодо, затем Д. Ф. Ойстраха). В 1941 был переведён на первый курс Московской консерватории (класс Д. Ф. Ойстраха), окончил консерваторию в 1947. Ученик Д. Ойстраха (скрипка), Н. Мясковского и В. Шебалина (композиция). Во время войны в составе бригады артистов выступал на кораблях Северного флота. С 1943 давал сольные концерты, проходившие с большим успехом. Обширный репертуар музыканта включал произведения русской и зарубежной музыки. Работая солистом Московской филармонии, выступал во многих городах СССР, выезжал на зарубежные гастроли в Австрию, ГДР, Венгрию, Румынию, Албанию. Играл в ансамбле со своей женой, пианисткой Г. С. Максимовой. Концертную деятельность закончил в 1957. Л. В. Фейгин — значительный представитель русской скрипичной школы, в его игре, сочетавшей идеальную технику и великолепный, мощный звук, доминировало глубокое, композиторское проникновение в исполняемое произведение.
С 1953 член Союза композиторов СССР. Фейгин продолжает традицию русской музыки московской школы, критики отмечают выразительность мелодического языка, свежую и точную гармонию. Если в более ранних работах композитора ощущается некоторое влияние С. С. Прокофьева (в частности, преобладание гомофонии), то начиная с 1970-х годов в его произведениях доминирует линеарно-полифоническая стихия. Многочисленные опусы композитора представляют практически все жанры: опера «Сестра Беатриса» (по Метерлинку, 1963, не поставлена, не издана, копия хранится в архиве Бременского университета), балеты «Звёздная фантазия» (либретто В.Бовт, поставлен в Музыкальном театре им. Станиславского и Немировича-Данченко, Москва, 1963), «Дон Жуан» (либретто А. В. Кузнецова, поставлен в Театре оперы и балета им. Навои, Ташкент, 1964), «Сорок девушек» (либретто А. В. Кузнецова по мотивам кара-калпакского эпоса, поставлен в Театре оперы и балета им. Навои, Ташкент, 1967); «Фауст» (либретто В. Ф. Иващенко по Гёте, 1971, не поставлен, не издан, копия хранится в архиве Бременского университета), три симфонии (1967, 1974, 1978), концерты для скрипки, трубы, двух скрипок и струнного оркестра, а также четыре квартета, две сонаты для скрипки и фортепиано, пьесы для различных инструментов, вокальные сочинения, музыка к театральным спектаклям и кинофильмам.
Фейгин — признанный знаток симфонического оркестра. Он оркестровал свыше 300 произведений русских и зарубежных композиторов. К крупным работам относятся новые инструментовки «Реквиема» Моцарта, оперы Верди «Битва при Леньяно», оперы Бизе «Дон Прокопио», оперетты Зуппе «Донья Жуанита», балета Минкуса «Дон Кихот» и др. В 1963 в Театре им. Станиславского и Немировича-Данченко был поставлен балет «Снегурочка» (балетмейстер В. П. Бурмейстер, музыкальная редакция и инструментовка Л. В. Фейгина) на музыку Чайковского, не сходящий со сцены почти 40 лет. В 1999 композитор завершил новую оркестровку оперы Г. Я. Хирбю «Нарспи». Им оркестрованы государственные гимны Чувашской Республики, Анголы, Туниса.
С 1988 жил в Англии.
Его эмиграция была не самой обычной. <…> Фейгин был родственником Веры Евсеевны Набоковой, жены знаменитого писателя. Благодаря её хлопотам Фейгин с женой и смог уехать. В начале перестройки Маргарет Тэтчер привезла в Москву на встречу с Горбачёвым небольшой список отказников, которых хотела бы забрать в Англию. Первое время в Англии нестарые ещё Фейгин с женой были обласканы королевой, Менухиным, музыкальным бомондом. Они выступали с камерным репертуаром, какие-то сочинения удалось издать. Но первоначальное любопытство к этой паре быстро прошло, крушение СССР наводнило Лондон совсем другими персонажами. Тут многое сошлось — и политические события, и общекультурный постмодернистский кризис, и старость.
Архив Фейгина хранится в Британской библиотеке и в Бременском университете.
Жена — пианистка Галина Степановна Максимова (1914—2004).

## Фильмография

### Композитор
- 1961 — Козлёнок[2]
- 1962 — Живые цифры[2]
- 1973 — Кто меня толкнул?[3]